# Aginskoje

Aginskoje (ryska Агинское) är huvudort för det autonoma okruget Aginska Burjatien, som ligger i Zabajkalskij kraj i Ryssland. Folkmängden uppgick till 17 496 invånare i början av 2015.